# William Nichol
William Nichol (Reino Unido, 29 de mayo de 1901-8 de febrero de 1955) fue un atleta británico, especialista en la prueba de 4 x 100 m en la que llegó a ser subcampeón olímpico en 1924.

## Carrera deportiva
En los JJ. OO. de París 1924 ganó la medalla de plata en los relevos 4 x 100 metros, con un tiempo de 41 segundos, llegando a meta tras Estados Unidos y por delante de Países Bajos (bronce), siendo sus compañeros de equipo: Harold Abrahams, Walter Rangeley y Lancelot Royle.